# Batesia (Fabaceae)
Batesia là một chi thực vật có hoa trong họ Đậu.

## Các chi
- Batesia erythrosperma
- Batesia floribunda